# ミレイユ・マチュー
ミレイユ・マチュー（Mireille Mathieu, 1946年7月22日 - ）は、フランスの女性シャンソン歌手。
アヴィニョンの貧しい14人兄弟の家に生まれた。

## 来歴
ミレイユ・マチューのテレビ・デビューは1965年11月21日で、それ以来フランスを代表する歌姫として、特に1960年代と1970年代には絶大な人気を博した。来日公演も幾度か行っている。
16歳の時パリに上り、テレビの歌番組でエディット・ピアフの「愛の賛歌」を歌ってチャンピオンとなった。そのとき、「ピアフの再来」と呼ばれ、フランス歌謡界に衝撃を与えた。ポール・モーリア作曲の「愛の信条」で颯爽とデビューする。ヨーロッパではエリザベス女王に次いで人気のある女性と呼ばれた時期もあった。
これまでのディスク売り上げ数は1億5千万枚、歌った歌は11カ国語で1200に及んでいる。イギリスのエリザベス女王、アメリカ合衆国のレーガン大統領、ローマ教皇ヨハネ・パウロ2世の前で歌ったことでも知られている。

## 日本で発売されたシングル
- 男と女 Un homme, une femme (1966)
- 愛の信条 Mon credo (1966)
- ラスト・ワルツ La dernière valse (1967)
- 美しき星のワルツ La première étoile (1969)
- 気まぐれを許して Pardonne-moi ce caprice d'enfant (1970)
- 果てしなき愛 Donne ton coeur, donne ta vie (1970)
- 恋にボンジュール Es geht mir, Chéri (Merci monsieur, très peu pour moi)  (1970)
- モン・パリ Paris perdu (1970)
- ある愛の詩 Une histoire d'amour (Love Story) (1971)
- アクロポリス・アデュー Acropolis adieu (1971)
- 別れの時には Dieu te garde
- コルシカの恋人 Corsica (1972)
- ラ・パロマ・アデュー La paloma adieu (1973)
- 男と女の詩 La bonne annee (1973)
- 幸せの鳩 Mille colombes (1977)
- トレビの泉 Aprends-moi
- バラ色の人生 La vie en rose
- 二人のラブソング You and I

## 著書
- Oui, je crois, Jacqueline Cartier, R. Laffont, 1987

## 日本公演
- 1979年

12月8日 フェスティバルホール、9日 NHKホール